# Матю Стивънс
Матю Стивънс (на английски: Matthew Stevens) е уелски професионален играч на снукър. Роден е в град Кармартън, Уелс на 11 септември 1977 г.
Започва да се занимава професионално със снукър през 1994 г. и през 2000 г. достига до шесто място в световната ранглиста. През 2003 г. печели първото си и за сега единственото състезание за световната ранглиста – Британското първенство.
Матю Стивънс винаги е имал амбиции към спечелването на Световното първенство по снукър. През своята досегашна кариера той на два пъти достига до финала на това състезание – през 2000 и 2005 г. И в двете срещи той губи с резултат от 18 на 16 фрейма като през 2000 г. играе срещу Марк Уилямс, а през 2005 г. срещу Шон Мърфи. Интересно и за двата мача е, че в тях в първата половина на двубоя Матю Стивънс повежда в резултата, но след това постепенно губи своята преднина.
Подобно на Рони О'Съливан, Матю Стивънс е десничар, но в определени ситуации може да играе и с лявата си ръка, стига това да се налага. За разлика от Рони О'Съливан, приимуществото от това в играта на Стивънс многократно е подлагано на съмнение, поради множеството грешки, които той е допускал при играта си с лява ръка. Въпреки това Стивънс казва, че това е пресметнат риск и че смята да опитва играта си с лява ръка при всяка подходяща ситуация.
Матю Стивънс има обещаващо начало на спортната си кариера и през първите си години е смятан за реален конкурент на състезанията по снукър. Напредването му в световната ранглиста и добрите представяния на състезанията спират след смъртта на баща му, който е също негов мениджър и приятел. Това довежда до няколко слаби сезона за Стивънс. Матю е женен, има син и постепенно започва да се връща към своята спортна кариера.

## Сезон 2009/10
| Турнир                    | Резутат | Спечелени пари | Ранкинг точки | Най-голям брейк | 100+ брейк | 50+ брейк | Брой спечелени срещи |
| ------------------------- | ------- | -------------- | ------------- | --------------- | ---------- | --------- | -------------------- |
| Шанхай мастърс 2009       |         | £              |               |                 |            |           |                      |
| Гран При 2009             |         | £              |               |                 |            |           |                      |
| Британско първенство 2009 |         | £              |               |                 |            |           |                      |
| Мастърс 2010              |         | £              |               |                 |            |           |                      |
| Първенство на Уелс 2010   |         | £              |               |                 |            |           |                      |
| Първенство на Китай 2010  |         | £              |               |                 |            |           |                      |
| Световно първенство 2010  |         | £              |               |                 |            |           |                      |
| Общо                      |         | £              |               |                 |            |           |                      |